# Королівські ідилії
Королівські ідилії - опублікований з 1859 по 1885 роки цикл творів із дванадцяти віршів англійського поета Альфреда Теннісона (1809–1892; Поет-лауреат з 1850 року), який переказує легенду про короля Артура, його лицарів, його любов до Гвіневер та її трагічну зраду йому, а також підйом і падіння королівства Артура.
Твір розповідає про спробу і невдачу Артура піднести людське сумпільство і створити досконале царство, від приходу до влади і до смерті від руки зрадника Мордреда. Окремі вірші детально описують вчинки різних лицарів, зокрема Ланселота, Герайнта, Галахада, Баліна та Балана, а також Мерліна та Володарки Озера. Між ідиліями мало плавних переходів, але центральна фігура Артура пов’язує всі історії. Вірші були присвячені принцу-консорту Альберту.
"Ідилії" написані білим віршом. Описи природи Теннісона випливають із спостережень за його оточенням, зібраних протягом багатьох років. Драматичні наративи не є епосом ні за структурою, ні за тоном, але виводять елегічний смуток у стилі "Ідилій" Феокрита. "Королівські ідилії" часто сприймаються як алегорія суспільних конфліктів у Британії в епоху середини Вікторіанської епохи.